# Jan Pražma z Bílkova
Jan Pražma z Bílkova (německy obvykle jako "Hans" Praschma, Freiherr von Bilkau, 22. prosince 1867, Falkenberg/Nemodlín - 28. listopadu 1935 tamtéž) byl slezský šlechtic z rodu Pražmů z Bílkova z rozrodu Ranžírovců. Byl majitelem statků, armádní důstojník a politik.

## Život

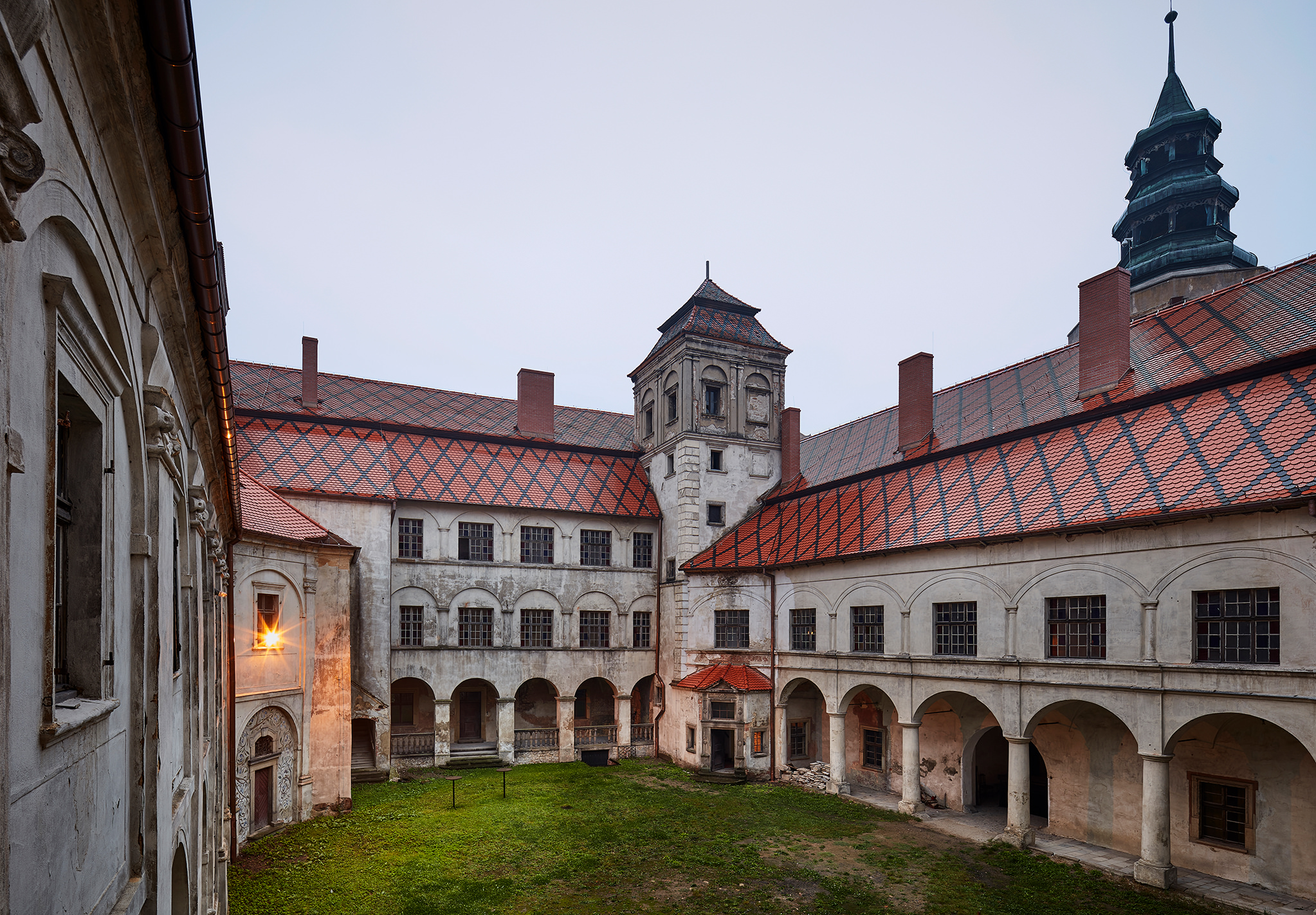
Zámek Falkenberk

Narodil se jako Jan "Hans" Nepomuk Maria Bedřich Pius Emanuel Kajus Hubert hrabě Pražma, svobodný pán z Bílkova (něm. Johannes "Hans" Nepomuk Maria Friedrich Pius Emanuel Kajus Hubertus Graf Praschma, Freiherr von Bilkau), syn Bedřicha Viléma Pražmy z Bílkova na Falkenbergu (1833-1909) a jeho manželky hraběnky Marie ze Stolberg-Stolbergu (1843-1918).
Byl dědicem Falkenberského panství v Rogavě (okres Falkenberg (Horní Slezsko), působil jako advokát, v letech 1890-1895 jako aktivní důstojník a v letech 1902-1918 jako poslanec Říšského sněmu, poslanec pruského sněmu, v letech 1921-1930 předseda Německé strany středu ve Slezsku a do roku 1930 člen Říšské rady pro Horní Slezsko. Byl také členem katolického výboru Německé národní lidové strany (DNVP), velkokřížový-baili Suverénního řád Maltézských rytířů.

## Manželství a rodina
V roce 1892 se oženil s Marií Hermínou z Landsberg-Velenu. Z manželství se narodila deset dětí, z nichž některé zemřely v dětství.

### Děti
- Josef Bedřich Pražma z Bílkova
- Alžběta Marie Pražmová z Bílkova
- Emanuela Pražmová z Bílkova
- Engelbert Maria Pražma z Bílkova
- Bedřich III. Leopold Pražma z Bílkova
- Helena Marie Pražmová z Bílkova
- Marie Pia Pražmová z Bílkova
- Antonie Marie Pražmová z Bílkova
- Ignác Maria Pražmová z Bílkova
- Marie Renáta Pražmová z Bílkova